# دیاکو
دیاکو، دَهیوکَ، یا دیا‌اُکو بنیان‌گذار و نخستین شاه حکومت ماد بود. نام وی در منابع گوناگون، به صورت‌های مختلفی ذکر شده‌است؛ از جمله هرودوت که نام وی را به صورت «دِیوکِس» نوشته‌است. نام دیاکو برگرفته از واژهٔ ایرانی دَهْیوکَ به‌معنی سرزمین است. تاریخِ دقیق دورهٔ حکمرانی دیاکو دقیقاً مشخص نیست و احتمالاً بیش‌تر نیمهٔ اول سدهٔ هفتم پیش از میلاد را دربرمی‌گرفته‌است. بنا بر گفته هرودوت، دیاکو ۵۳ سال پادشاهی کرد.
براساس نوشته‌های هرودوت، دیاکو نخستین پادشاه ماد بوده که از آشوریان استقلال کسب کرده‌است. سارگون دوم شاه آشور در سال ۷۱۵ پیش از میلاد، متوجه شد که دیاکو با روسای اول، شاه اورارتو متحد شده‌است. او دیاکو را زیر نظر گرفت و در طی جنگ خود با منائیان، بار دیگر وارد ماد شد تا چنان‌که مدعی بود، به «هرج‌ومرج» آن‌جا پایان دهد. او در نهایت دیاکو را اسیر کرد و به‌همراه خانواده‌اش به حمات (در سوریه امروزی) تبعید کرد. اما دیاکو معاصر با سناحریب آشوری از تبعید بازگشته و احتمالا با حمایت آشوریان در هگمتانه یک پادشاهی دست نشانده برپا میکند. حکومتی که نه چندان مدتی بعد از کنترل آشوریان خارج شده و خود به دشمن برجسته آنها بدل شد. وی طرح و نقشهٔ ایجاد یک حکومت واحد ماد را در ذهن داشت و در یک دورهٔ بی‌قانونی در ماد، تلاش کرد تا عدالت را در دهکدهٔ خود اجرا کند و اعتبار و حسن شهرتی را به عنوان یک قاضی بی‌طرف به‌دست آورد. به این ترتیب حوزهٔ فعالیت او گسترش یافت و مردم روستاهای دیگر نیز به وی مراجعه می‌کردند تا اینکه سرانجام او اعلام کرد این جایگاه برای وی دردسرساز شده‌است و حاضر به ادامهٔ کار نیست. در پی این کناره‌گیری، دزدی و اغتشاش فزونی یافت و مادها گرد هم آمدند و این بار وی را به‌عنوان پادشاه برگزیدند.
نخستین کار دیاکو پس از به پادشاهی رسیدن، گماشتن نگهبانانی برای خود و نیز ساخت پایتخت بود. شهری که دیاکو برای این منظور برگزید در زبان فارسی باستان هگمتانه و به زبان یونانی اکباتان خوانده می‌شد که همدان امروزی دانسته می‌شود. هگمتانه به معنی «محل اجتماع» یا «شهری برای همه» است و اشاره‌ای است به گردهم آمدن طوایف مادی که سابقاً متفرق بودند. او در اواخر قرن هشتم پیش از میلاد، دستور داد تا یک دژ مستحکم بر روی تپه‌ای در این شهر ایجاد شود تا همهٔ امور نظامی، دولتی و خزانه‌داری در آن انجام گیرد. پس از دیاکو، پسرش فرورتیش جانشین او شد و مدت ۲۲ سال حکومت کرد.

## نام
نام دیاکو در منابع مختلف به صورت‌های گوناگونی ذکر شده‌است. هرودوت تاریخ‌نگار یونانی نام وی را به صورت دییوکیس (Δηιόκης Dēiokēs) ضبط کرده‌است. در متون آشوری از وی به نام Da-a-a-uk-ku یاد شده و در عیلامی به صورت Da-a-(hi-)(ú-)uk-ka و Da-a-ya-u(k)-ka آمده‌است.
نام دیاکو برگرفته از واژهٔ ایرانی -Dahyu-ka (دَهیوکَ) است و اسم مصغر واژهٔ -dahyu (دَهیو) به‌معنی سرزمین است. نام قدیمی ایرانی دیاکو حتی در دوران بعدی نیز غیرمعمول نبود. در دورهٔ هخامنشیان، صورت فارسی باستان دیاکو، در چندین حکاکی ایلامی لوح‌های گلی تخت جمشید آمده‌است. این اشارات ظاهراً به اشخاص متفاوتی در ناحیه‌های حکومتی مجزایی برمی‌گشته‌است و از میان آنان می‌توان به رعیتی اشاره کرد که مأمور تسهیم‌بندی جیرهٔ غذایی اسب‌ها بوده‌است. فریدریش فون اشپیگل عقیده دارد که دهایوکو به معنی «ساکن و سرکردهٔ ده» و در واقع ریخت کهن همان واژهٔ «دهگان» (دهقان) است. همچنین فردیناند یوستی به پیروی از نظر اشپیگل، معتقد است که نام دیاکو، لقب اوست و شکل کوتاه‌شده‌ای از dahyaupati (دَهیااُپَتی) در فارسی باستان و danhupaiti (دَنهوپَیتی) در اوستایی است که پایانهٔ ka (کَ) گرفته‌است.

## دوران حکومت
دوران حکومت دیاکو محل اختلاف آرا است. هرودوت می‌گوید که دیاکو مدت ۵۳ سال حکومت کرده و بر این اساس دربارهٔ دوران حکومت وی گمانه‌زنی‌هایی شده‌است اما به نظر می‌رسد که گزارش هرودوت بر مبنای روایتی شفاهی باشد. پژوهشگران از روی گزارش هرودوت به این نتیجه رسیده‌اند که دیاکو بنیان‌گذار خاندان سلطنتی ماد و همچنین نخستین پادشاه ماد بوده که از آشوریان استقلال کسب کرده‌است. اما باید بر این نکته تأکید شود که گزارش هرودوت آمیزه‌ای از افسانه‌های یونانی و شرقی است و از نظر تاریخی قابل اطمینان نیست. همچنین فرض بر این است که پادشاه مادی که گزارش‌های هرودوت حول و حوش او می‌چرخد، همان دیاکو پسر فرورتیش باشد، در نتیجه ممکن نیست که تاریخ دقیق دورهٔ حکمرانی او را مشخص کرد اما می‌توان گفت که احتمالاً اکثر نیمهٔ اول سدهٔ هفتم پیش از میلاد را در برمی‌گرفته‌است. ایگور دیاکونوف می‌گوید: «وضع دوران حکومت دیاکو در نوشته‌های هرودوت با تصویری که منابع آشوری از آن زمان (۶۷۵–۷۴۵ پیش از میلاد) رسم می‌کنند چندان مغایرت دارد که برخی از مورخان گواهی هرودوت را رد کرده‌اند.»
دانشنامه ایرانیکا بنیان‌گذاری ماد را سال ۷۰۸ پیش از میلاد به مرکزیت هگمتانه و توسط دیاکو ذکر می‌کند.
در منابع آشوری در سال ۶۷۴ پیش از میلاد از اقدامات شخصی به نام کشتریته یاد می‌شود که برخی از محققان وی را همان فرورتیش دانسته‌اند. بر این اساس می‌توان سال ۶۷۴ پیش از میلاد را به عنوان پایان پادشاهی دیاکو در نظر گرفت و با احتساب حکومت پنجاه‌وسه سالهٔ وی، آغاز دوران پادشاهی دیاکو باید در حدود سال ۷۲۸ پیش از میلاد بوده باشد. در زیر فهرستی از دوران حکومت دیاکو بر پایهٔ نظر مورخان آمده‌است:
| دیاکو | مورخ      | مورخ        | مورخ            | مورخ           |
| دیاکو | هرودوت    | جورج کامرون | ادوین گرانتوسکی | ایگور دیاکونوف |
| دوران | ۷۰۰ - ۶۴۷ | ۷۲۸ - ۶۷۵   | ۶۷۲ - ۶۴۰       | ۷۰۰ - ۶۷۸      |

در نتیجه بهتر است به دنبال تأییدیه‌های منابع میخی باشیم و در واقع، جورج اسمیت پیش‌تر در سال ۱۸۶۹ متوجه شد که در متون نئوآشوری در دورهٔ سلطنت سارگون دوم (۷۲۱ تا ۷۰۵ پیش از میلاد) چندین بار از شخصی به نام دیاکو یاد شده‌است. در گاهشماری سال هشتم سلطنت این پادشاه (یعنی سال ۷۱۵ پیش از میلاد) و در به‌اصطلاح کتیبهٔ نمایش خرساباد، از دیاکو به عنوان فرماندار (شکنو) یکی از استان‌های منا نام برده شده که بر منطقه‌ای هم‌مرز با پادشاهی‌های آشور و منا تا حدودی به‌طور مستقل حکومت می‌کرده‌است. موقعیت دقیق قلمرو او مشخص نیست، ولی احتمالاً در درهٔ زرین‌رود واقع بوده‌است. دیاکو، که پسرش اسیر اورارتویی‌ها شده بود، از پادشاه اورارتو، روسای اول، در برابر حاکم منا، اوللوسونو، حمایت کرد اما سرانجام ناکام ماند زیرا که سارگون در این امر دخالت نمود و در نهایت دیاکو را اسیر کرد و به‌همراه خانواده‌اش به حمات (امروزه در سوریه) تبعید کرد. دیاکو احتمالاً سال پیش در شورشی بر ضد پادشاه منا، ایرانزو، دست داشته‌است زیرا از یکی از فرماندارانی که نامشان در گاهشماری آشوری همان سال فهرست شده، نام برده نشده و او احتمالاً همان دیاکو بوده‌است؛ هرچند صحت این امر را نمی‌توان با اطمینان تصدیق کرد.

## تشکیل پادشاهی ماد

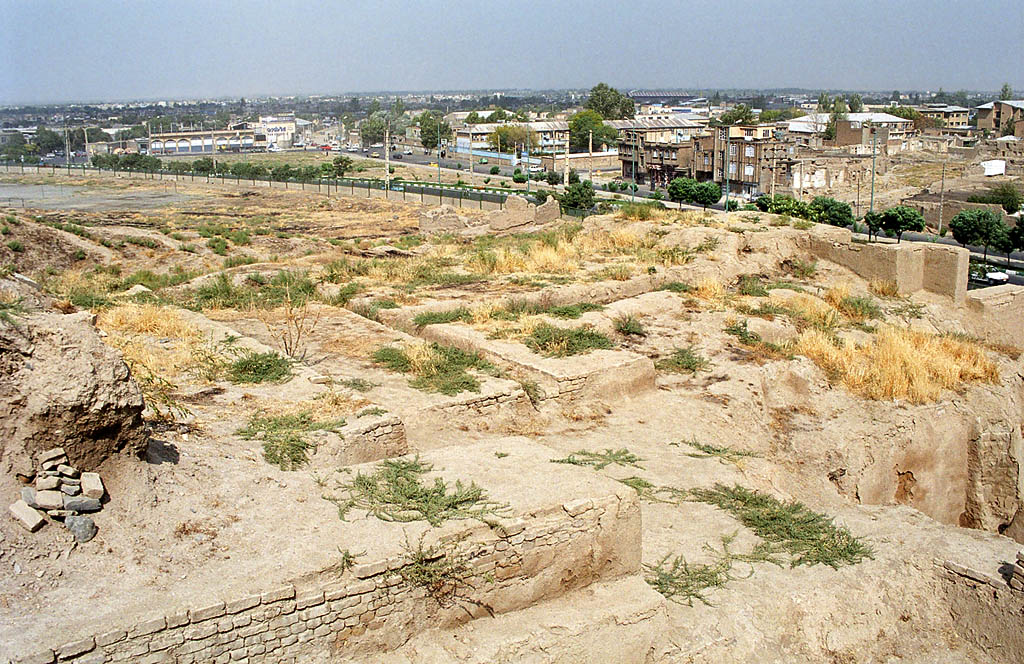
تصویری از تپهٔ باستانی هگمتانه، همدان.

محدودهٔ سرزمین ماد در روزگار باستان از سمت شمال به رود ارس و رشته‌کوه البرز، از مشرق به دشت کویر و از مغرب و جنوب به رشته‌کوه زاگرس محدود می‌شد. آنچه از متون آشوری برمی‌آید، آن است که مادها از سدهٔ نهم تا هفتم پیش از میلاد نتوانسته بودند چنان پیشرفتی بیابند که سبب هم‌گرایی و اتحاد و سازمان‌یافتگی قبایل و طوایف پراکندهٔ ماد بر محور یک رهبر و فرمان‌روای برتر و واحد که بتوان وی را پادشاه کل سرزمین‌های مادنشین نامید شده باشند. پادشاهان آشور در ضمن لشکرکشی‌های پرشمار خود به قلمرو سکونت مادها، همواره با شمار فراوانی از «شاهان محلی» روبه‌رو بوده‌اند و نه یک پادشاه واحد حاکم بر کل سرزمین‌های مادنشین. پس از مرگ سارگن دوم در ۷۰۵ پیش از میلاد توجهٔ آشوریان به نقطهٔ دیگری دور از نجد ایران معطوف شد. این فرصت با بیم همیشگی از حملهٔ آشوریان موجب تشکیل اتحادیه‌ای از شاهزادگان و شهریاران ماد شد. رهبران این جنبش پیروان دیاکو بودند.
بر پایهٔ نوشته‌های هرودوت، دیاکو فرزند فرورتیش، کسی بود که طرح و نقشهٔ ایجاد یک حکومت واحد ماد را در ذهن داشت؛ مادها در دهکده‌های خودمختار جداگانه یا در شهرهای کوچک زندگی می‌کردند. دیاکو در یک دورهٔ بی‌قانونی در ماد، تلاش کرد تا عدالت را در دهکدهٔ خود اجرا کند و اعتبار و حسن شهرتی را به عنوان یک قاضی بی‌طرف به‌دست آورد به این ترتیب حوزهٔ فعالیت او گسترش یافت و مردم روستاهای دیگر نیز به وی مراجعه می‌کردند تا اینکه سرانجام او اعلام کرد درخواست‌های مردم زیاد است و این جایگاه برای وی دردسرساز و دشوار است و حاضر به ادامهٔ کار نیست. در پی این کناره‌گیری، دزدی و اغتشاش فزونی یافت و مادها گرد هم آمدند و وی را برای حل و فصل اختلافات به‌عنوان پادشاه برگزیدند. منابع آشوری نیز برای نخستین بار، در سال ۶۷۳ پیش از میلاد از پادشاهی مستقل ماد یاد می‌کنند.
دیاکو احتمالاً به تقلید از آشوریان مراسمی برای بار ترتیب داد؛ هرودوت می‌نویسد که دیاکو در کاخ خود می‌ماند و تماسش از طریق فرستادن و دریافت پیام به بیرون بود و هیچ‌کس نمی‌توانست با پادشاه تماس مستقیمی داشته باشد و دادخواست‌ها و پیام‌ها تنها از طریق پیامگزاران صورت می‌گرفت که این محدودیت برای ایجاد نوعی حس ترس و احترام در میان مردم بود. همچنین، خندیدن و آب دهان انداختن در حضور پادشاه ممنوع بود. از دیگر اقدامات وی، ایجاد گروهی به‌نام «چشم‌ها و گوش‌های شاه» بود که این افراد چشم‌ها و گوش‌های شاه بودند و وظیفهٔ جاسوسی برای شخص شاه را داشتند؛ چنین سازمان و گروهی تا دورهٔ هخامنشیان وجود داشت.
دیاکونوف معتقد است دیاکو نمی‌توانست پادشاه سراسر ماد باشد و حتی حاکم یک منطقهٔ بزرگ نیز نبود و تنها یکی از فرمان‌روایان کوچک و متعدد مادی بود ولی درخشش تاریخ اخلاف بر سیمای او پرتو افکنده و سبب شهرت او در تاریخ شد. دیاکو در آغاز کار به عملی سنجیده دست زده و دولت ضعیف و کوچک و تازهٔ خود را تحت حمایت ماننا که در آن زمان قدرت زیادی داشت قرار داد ولی بعد کوشید کاملاً مستقل گردد و بدین منظور با اورارتو عقد اتحاد بست. منبع آشوری نیز در وقایع سال ۷۱۵ پیش از میلاد، دیاکو را «حاکمی از جانب ماننا» می‌خواند.

### هگمتانه

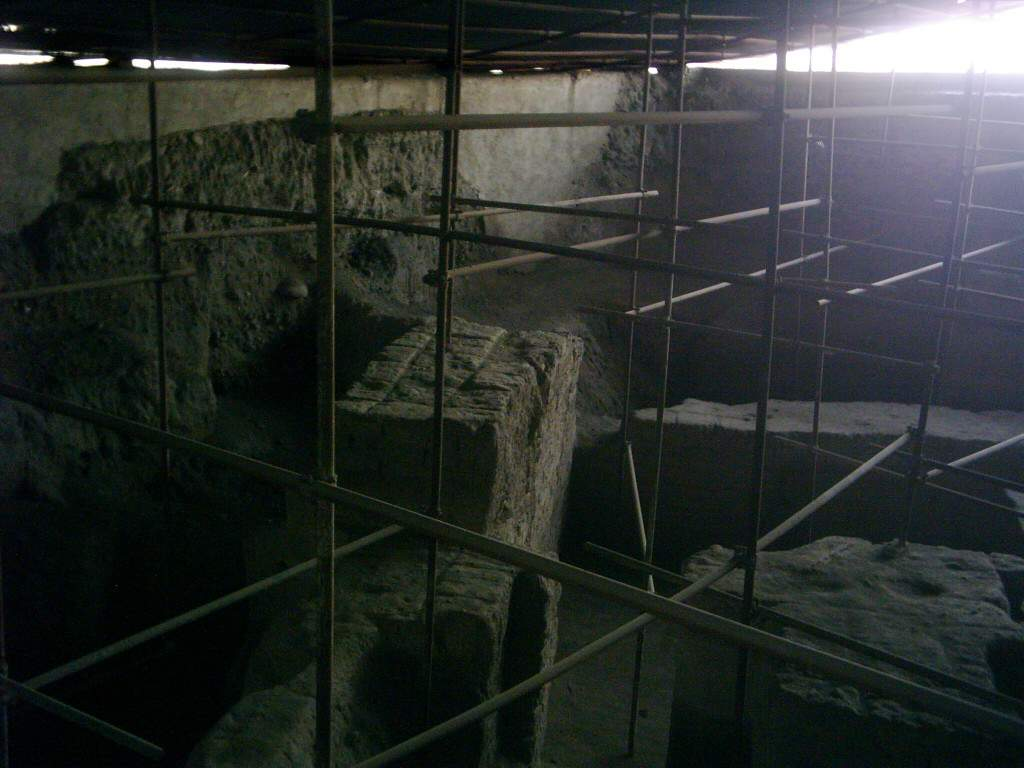
نمای امروزین درون کاخ هگمتانه.

پس از به پادشاهی رسیدن، اولین اقدام دیاکو گماشتن نگهبانانی برای خود و نیز ساخت پایتخت بود. شهری که دیاکو برای این منظور برگزید در زبان فارسی باستان هگمتانه و به زبان یونانی «اکباتان» خوانده می‌شد که همدان امروزی دانسته می‌شود. هگمتانه به معنی «محل اجتماع» یا «شهری برای همه» است و اشاره‌ای است به گرد هم آمدن طوایف مادی که سابقاً متفرق بودند. او در اواخر قرن هشتم پیش از میلاد، دستور داد تا یک دژ مستحکم بر روی تپه‌ای در این شهر ایجاد شود تا همهٔ امور نظامی، دولتی و خزانه‌داری در آن انجام گیرد. هرودوت توضیح می‌دهد که این مجتمع پادشاهی، توسط هفت دیوار متحدالمرکز که هر دیوار داخلی از دیوار بیرونی بلندتر بود و بر آن اشراف داشت، ساخته شد. این هفت دیوار، هرکدام به رنگ خاصی تزیین شده بود، دیوار اول (بیرونی) سفید، دومین دیوار به رنگ سیاه، سومی به‌رنگ سرخ تند، چهارمین آبی، پنجمی سرخ باز، ششمین دیوار به‌رنگ مسی و هفتمین و درونی‌ترین دیوار نیز طلایی‌رنگ بود. این نوع رنگ‌آمیزی در بابل، نشانهٔ سیارات هفتگانه بودند ولی در هگمتانه، تقلیدی از بابل بود. قصر پادشاه به همراه گنجینه‌هایش هم در درون آخرین دیوار جای داشت. اگر چه این روایت هرودوت با آنچه که در منابع آشوری آمده — که حاکی از وجود سرکردگان مختلف در سرزمین ماد تا سال‌ها بعد از دیاکو است — مطابقت ندارد و تأسیس دستگاهی سلطنتی مستقل و ساخت چنین مجتمع پادشاهی بزرگ، چیزی نبوده‌است که آشوریان به راحتی در برابر آن سکوت کنند لذا این سخنان هرودوت اغراق‌آمیز می‌نماید یا بیانگر تصویری ساخته و پرداخته از دوره‌های بعد از حکومت دیاکو است. در هر حال پلیبیوس مورخ معروف یونانی در کتاب خود و در شرح همدان از این کاخ یاد کرده‌است که از عمر دراز این کاخ حکایت می‌کند. به عقیدهٔ برخی از مورخان و باستان‌شناسان، تپه‌ای که هم‌اکنون در شهر قرار دارد و به نام تپهٔ هگمتانه معروف است، محل واقعی شهر باستانی هگمتانه بوده‌است.
برخی از مورخان، از جمله هنری راولینسون عقیده دارند که هگمتانهٔ مذکور در نوشته‌های هرودوت، همدان کنونی نیست و محل پایتخت قدیم ماد را باید در تخت سلیمان و در نزدیکی دریاچهٔ ارومیه به‌طرف جنوب شرقی، جستجو کرد؛ ولی برخی از پژوهشگران، همچون ژاک دمورگان معتقدند که هگمتانهٔ هرودوت، همان محل همدان امروزی است و از برآمدگی‌های زمین و تپه‌ها، جاهای هفت قلعه دژ هگمتانه را می‌توان تشخیص داد.

## تبعید

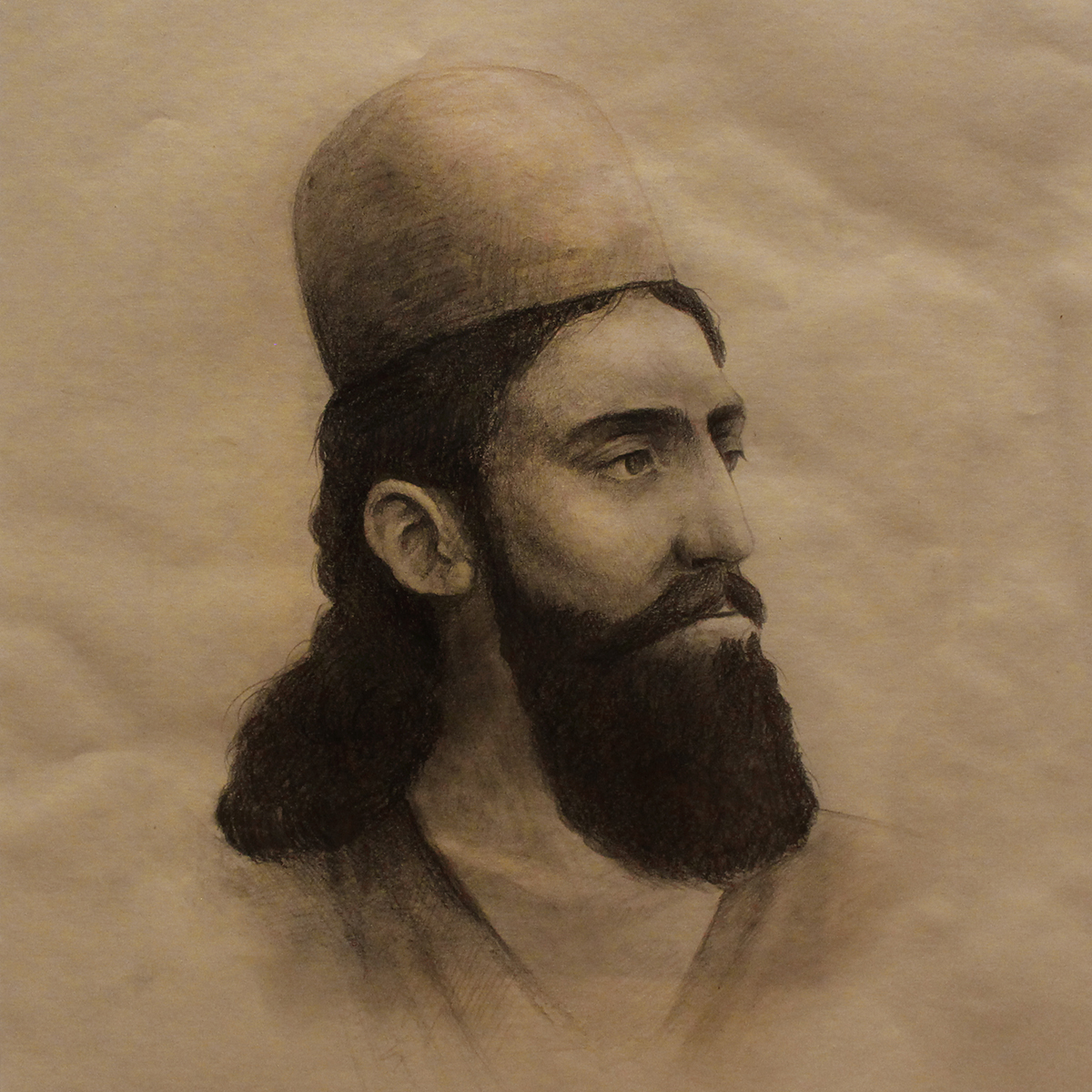
تصویر خیالی از دیاکو ، بر اساس کتیبه‌های سارگن دوم شاه آشور

سارگون دوم شاه آشور در سال ۷۱۵ پیش از میلاد، متوجه شد که دیاکو با روسای اول، شاه اورارتو متحد شده‌است. او دیاکو را زیر نظر گرفت و در طی جنگ خود با منائیان — که از خویشاوندان نژاد مادی بودند و در آذربایجان و جنوب دریاچهٔ ارومیه سکونت می‌کردند — بار دیگر وارد ماد شد تا چنان‌که مدعی بود، به «هرج‌ومرج» آن‌جا پایان دهد. وی در آن‌جا توانست دیاکو را اسیر کند ولی برخلاف عادت همیشگی آشوریان جانش را به او بخشید و در نبشته‌ای تشریفاتی در کاخ خود در خُرس‌آباد اعلام می‌کند: «دیاکو را به‌همراه قبیله‌اش به حمات تبعید کردم.» وی چندسالی در اسارت سارگون دوم بود و مادها به‌عنوان فرمان‌برداران و باج‌گذاران آشور، دچار فقر و از هم‌پاشیدگی شدند و آشوریان، دیاکو را به‌عنوان کسی که همیشه مطیع آشور باقی بماند و خراج خود را به‌طور مرتب به دربار آشور بپردازد و از جهات دیگر حتی از نظر تأمین نیروی نظامی برای آشوریان به‌هنگام درگیر شدن آشور در جنگ متعهد شود، وی را آزاد کردند و سپس او به‌عنوان رهبر قطعی و احتمالاً پادشاه مادها برگزیده شد.
لازم است ذکر شود در گزارش هرودوت ذکری از تبعید شدن دیاکو به میان نیامده و لذا می‌توان این احتمال را داد که منبع گزارش‌های هرودوت حماسه‌ای مادی بوده‌باشد چرا که مادها در تلاش بوده‌اند ماجرای تبعید دیاکو را مسکوت بگذارند و آن را جایگزین داستان کناره‌گیری وی از قدرت و به وجود آمدن اغتشاش و هرج‌ومرج در دوران غیبت او بکنند.

## دیاکو در تاریخ روایی ایران
برخی از ایران‌شناسان، دیاکو را با ویژگی‌هایی که هرودوت برای او برمی‌شمارد با هوشنگ شاهنامه یکی می‌گیرند و لقب «پَرَداتَ» یا «پیشدادی» را با «نخستین قانون‌گذار» یکی می‌دانند. سنت دینی، هوشنگ را نخستین کسی می‌داند که پادشاهی را در ایران برقرار کرد.
میان گزارش هرودوت دربارهٔ دیاکو و گزارش اوستا، متون پهلوی، عربی و فارسی دربارهٔ هوشنگ، چند وجه مشترک در هویت هوشنگ و دیاکو وجود دارد که مهم‌ترین آن‌ها را می‌توان در سه نکته خلاصه کرد:
1. دیاکو به گزارش هرودوت در زمان زندگی ده‌نشینی خود، سرکردهٔ مردم ده بود و نام یا لقب دیاکو یعنی دهگان را باید از این بابت به او داده باشند، و هوشنگ به گزارش متون عربی و فارسی، در زمینهٔ کشاورزی ابداعاتی آورد و احتمالاً از این جهت به او لقب دهگان داده بودند.
2. دیاکو و هوشنگ نخستین قانون‌گذار و نخستین پادشاه بودند و از این‌جا به هوشنگ لقب پَرَداتَ[پ ۲] یا پیشداد[پ ۳] یا بیشداد و فیشداد (عربی) داده بودند که محتملاً تا حدودی تقلید از نام و عنوان پادشاه آشور، سارگن بزرگ به‌معنای «شاه قانون» است.
3. دیاکو و هوشنگ خانه‌سازی و زندگی شهرنشینی را رواج دادند و از اینجا به هوشنگ نام یا لقب هئوشینگه[پ ۴] یا هوشنگ[پ ۵] یا اوشهنج (عربی) داده بودند.

## جانشین
پس از دیاکو، پسرش فرورتیش جانشین او شد و به مدت ۲۲ سال حکومت کرد، هرچند که برخی از پژوهشگران بر این باورند که او پنجاه و سه سال حکومت کرده‌است (از ۶۷۸ تا ۶۲۵ قبل از میلاد) وی در دوران حکومتش، پارس را به‌اطاعت درآورد و به جنگ با دیگر مردم فلات ایران پرداخت. او به آشور حمله برد؛ در این حمله مادها شکست خوردند و فرورتیش نیز در میان جنگ کشته شد.